# 普雷站
普雷站是文茨皮尔斯-图库姆斯铁路上的一个火车站，车站建于1925年，附近的居民点是普雷斯车站村。